# Jules Durand
Jules Durand fue un obrero y sindicalista francés, nacido en El Havre el 6 de septiembre de 1880 y muerto en el asilo psiquiátrico de Sotteville-lès-Rouen el 20 de febrero de 1926.
Fue víctima en 1910 de un grave error judicial, a veces denominado el "caso Dreyfus del pobre".

## Biografía
Empezó, muy joven, a trabajar y acudía a la universidad popular Bourse du Travail. Estuvo trabajando como descargador de muelle, y después como carbonero a jornal.
Enseguida se interesó por las ideas de la lucha de clases leyendo a Louise Michel, Proudhon y Émile Pouget. Se unió al sindicalismo revolucionario, ayudó a constituir la unión departamental de lo sindicalistas y fue secretario del sindicato corporativo de los carboneros (400 afiliados en 1910).
En agosto de 1910, este mismo sindicado inició una huelga ilimitada "contra la extensión del maquinismo, la carestía de la vida, por una subida de salarios y el pago de las horas extraordinarias". Para luchar contra este grupo de huelguistas, las compañías portuarias y trasatlánticas havresas decidieron contratar a otros hombres anti-huelguistas a los que pagaron tres veces más llamados, por los obreros en huelga, los zorros.
El 9 de septiembre de 1910, cinco borrachos se pelearon: Louis Dongé, uno de los zorros (es decir un amarillo (1) y otros cuatro carboneros huelguistas (no sindicalistas). Louis Dongé murió al día siguiente y los cuatro carboneros fueron arrestados; este fue el principio del caso Durand que causó una fuerte controversia en el mundo obrero havres a principios del siglo XX.
Nota (1): los sindicatos amarillos son unas organizaciones, consideradas como los esquiroles de la huelga, aparecidas para obstaculizar a los sindicatos obreros. Después de su creación en 1899, su emblema es una borla amarilla y una rama de retama. Por extensión, un miembro de un sindicato amarillo es llamado, peyorativamente, amarillo, y aquí zorro es utilizado como una metáfora de amarillo.

## El caso Durand: la sangrienta caza delzorro
¿Una manipulación político-judicial?
Las autoridades havresas (especialmente la Compañía General Trasatlántica, convertida en Compañía Marítima el 5 de abril de 1974) considerando que la huelga duraba demasiado, compró a unos carboneros para que declararan contra Jules Durand, éstos afirmaron que había sido el sindicato el que había decidido el asesinato a Louis Dongé, y que el instigador de ello había sido Jules Durand, secretario del sindicato. La prensa local (especialmente Le Havre Éclair) se hizo eco de este caso inculpando, también, a Durand como uno de los responsables, cuando no el culpable de la muerte de Dongé. El caso cambió de matiz: pasó, de una simple pelea entre huelguistas, a una muerte casi premeditada.

## Arresto
Jules Durand fue arrestado el 11 de septiembre de 1910, la acusación fue la siguiente: incitación y complicidad en la muerte de Louis Dongé. Igualmente fueron culpados los otros cuatro junto con los hermanos Boyer, secretario adjunto y tesorero del sindicato.

## Proceso y condenas
El proceso se abrió el 10 de noviembre de 1910, en la sala de lo penal de Ruan. Uno de los abogados de Durand fue René Coti, también de El Havre y futuro presidente de la Cuarta República (1954 – 1959
El 25 de noviembre se dio a conocer el veredicto: los hermanos Boyer fueron absueltos, tres de los cuatro culpables fueron condenados a penas de prisión. Jules Durand fue condenado a muerte. Después del proceso, Jules Durand, padeció una crisis de nervios y empezó a perder la razón (se le encerró en el psiquiátrico durante 40 días).

## Las consecuencias del proceso: manifestaciones de apoyo, revisión del veredicto, liberación y declaración de inocencia
El día del veredicto, a las diez de la noche, la Unión de los sindicatos recibió un telegrama anunciando la condena a muerte de Durand. Esto provocó la indignación y el inicio de una campaña de protesta y movilización. El 28 de noviembre una huelga general de 24 horas, a favor de Jules Durand, paralizó a El Havre, y las perturbaciones duraron varios días.
Ante los movimientos que afectaron a Francia y traspasaron el Atlántico (Inglaterra y Estados Unidos, y la desaprobación de la Liga de los derechos del Hombre, su pena de muerte fue conmutada por siete años de cárcel.
La movilización no perdió fuerza y Durand fue finalmente liberado el 15 de febrero de 1911, aunque para ir directamente al hospital psiquiátrico de Soteville-lès-Rouen, donde murió el 20 de febrero de 1926. Entretanto, el 15 de junio de 1918 Jules Durand fue declarado inocente.

## A propósito del caso Durand
Armand Salacreu, escritor havrés estrenó una obra de teatro relacionada con el caso: Boulevard Durand (Crónica de un proceso olvidado), 288p., 1961. Reediciones en la colección Folio a partir de 1972.